# Борки Предојевић
Борки Предојевић (Теслић, 6. април 1987) је најмлађи шаховски велемајстор Републике Српске и Босне и Херцеговине.
Предојевић је научио да игра шах у 8. години, а само четири године касније 1999. постао је првак Европе у категорији до 12 година, а 2001. године у категорији до 14 година. У категорији до 16 година освојио је свјетско првенство 2003. године, а са 17 година стекао титулу велемајстора. Игра у репрезентацији Босне и Херцеговине. Титулу велемајстора освојио је на 36. шаховској олимпијади 2004. године.
Члан је шаховског клуба „Босна“ из Сарајева.